# C2-es busz (Zalaegerszeg)
A zalaegerszegi C2-es jelzésű autóbusz a Landorhegyi ABC és Csácsbozsok, Damjanich utca megállóhelyek között közlekedik. A vonalat a Volánbusz üzemelteti.

## Útvonala
| Csácsbozsok, Damjanich utca felé | Landorhegyi ABC felé |
| --- | --- |
| Landorhegyi ABC vá. – Landorhegyi út – Csertán Sándor utca – Göcseji út – Alsóerdei út – Köztársaság útja – Göcseji út – Zrínyi Miklós utca – Vasútállomás, forduló – Zrínyi Miklós utca – Kosztolányi Dezső utca – Berzsenyi Dániel utca – Balatoni út – Bozsoki utca – Bozsoki forduló – Bozsoki utca – Nyerges utca – Damjanich utca – Csácsbozsok, Damjanich utca vá. | Csácsbozsok, Damjanich utca vá. – Damjanich utca – Csácsi utca – Balatoni út – Berzsenyi Dániel utca – Kovács Károly tér – Kazonczy tér – Mártírok útja – Köztársaság útja – Alsóerdei út – Göcseji út – Csertán Sándor utca – Landorhegyi út – Landorhegyi ABC vá. |

## Megállóhelyei
| C2 (Landorhegyi ABC ⇆ Csácsbozsok, Damjanich utca) | C2 (Landorhegyi ABC ⇆ Csácsbozsok, Damjanich utca) | C2 (Landorhegyi ABC ⇆ Csácsbozsok, Damjanich utca) | C2 (Landorhegyi ABC ⇆ Csácsbozsok, Damjanich utca)        | C2 (Landorhegyi ABC ⇆ Csácsbozsok, Damjanich utca) | C2 (Landorhegyi ABC ⇆ Csácsbozsok, Damjanich utca) | C2 (Landorhegyi ABC ⇆ Csácsbozsok, Damjanich utca) | C2 (Landorhegyi ABC ⇆ Csácsbozsok, Damjanich utca)                              | C2 (Landorhegyi ABC ⇆ Csácsbozsok, Damjanich utca)                                      |
| Perc (↓)                                           | Perc (↓)                                           | Perc (↓)                                           | Perc (↓)                                                  | Megállóhely                                        | Perc (↑)                                           | Perc (↑)                                           | Perc (↑)                                                                        | Átszállási lehetőségek                                                                  |
| -------------------------------------------------- | -------------------------------------------------- | -------------------------------------------------- | --------------------------------------------------------- | -------------------------------------------------- | -------------------------------------------------- | -------------------------------------------------- | ------------------------------------------------------------------------------- | --------------------------------------------------------------------------------------- |
| 0                                                  | 0                                                  | 0                                                  |                                                           | Landorhegyi ABC végállomás                         | 22                                                 |                                                    | 20                                                                              | 10, 10Y, 11, 11A, 11Y, 30, 48, C1, C4                                                   |
| 1                                                  | 1                                                  | 1                                                  | Fiú-diákotthon                                            | 21                                                 | 19                                                 | 10, 10Y, 11, 11A, 11Y, 30, 48, C1, C4              |                                                                                 |                                                                                         |
| 2                                                  | 2                                                  | 2                                                  | Göcsej áruház (↓) Landorhegyi út 20. (↑)                  | 20                                                 | 18                                                 | 10, 10Y, 11, 11A, 11Y, 30, 48, C1, C4              |                                                                                 |                                                                                         |
| 3                                                  | 3                                                  | 3                                                  | Csertán Sándor utca                                       | 19                                                 | 17                                                 | 10, 10C, 10Y, 11, 11A, 11Y, 30, 48, C1, C4         |                                                                                 |                                                                                         |
| 4                                                  | 4                                                  | 4                                                  | Tungsram (GE Hungary)                                     | ∫                                                  | ∫                                                  | 10Y, 11Y, 30A, 30C, C1, C4                         |                                                                                 |                                                                                         |
| 6                                                  | 6                                                  | 6                                                  | Kertváros, autóbusz-forduló                               | 15                                                 | 15                                                 | 8C, 8E, 10Y, 11Y, 30A, 44, C1, C4                  |                                                                                 |                                                                                         |
| 7                                                  | 7                                                  | 7                                                  | Kertváros, Eötvös József Általános Iskola                 | 14                                                 | 14                                                 | 8, 8C, 10Y, 11A, 11Y, 44, C1, C4                   |                                                                                 |                                                                                         |
| 8                                                  | 8                                                  | 8                                                  | Kertvárosi ABC                                            | 13                                                 | 13                                                 | 8, 8C, 10Y, 11A, 11Y, 44, C1, C4                   |                                                                                 |                                                                                         |
| 9                                                  | 9                                                  | 9                                                  | Kertváros, Liszt Ferenc Általános Iskola                  | 12                                                 | 12                                                 | 8, 8C, 10Y, 11A, 11Y, 44, C1, C4                   |                                                                                 |                                                                                         |
| 10                                                 | 10                                                 | 10                                                 | Kertváros, Szent Család óvoda vonalközi érkező végállomás | 11                                                 | 11                                                 | 11                                                 | 8, 8C, 8E, 10Y, 11A, 11Y, 44, C1, C4                                            |                                                                                         |
| 11                                                 | 11                                                 | 11                                                 | Éva presszó (↓) Városi fürdő (Mártírok útja) (↑)          | 10                                                 | 10                                                 | 10                                                 | 8, 8E, 10, 10C, 10Y, 11, 11A, 11Y, 26, 30, 30A, 30C, 48, C1, C4                 |                                                                                         |
| ∫                                                  | ∫                                                  | ∫                                                  | Kazinczy tér                                              | 8                                                  | 8                                                  | 9                                                  | 1, 1A, 1E, 1U, 1Y, 10, 10C, 10E, 10Y, 24, 26, 30, 30C                           |                                                                                         |
| ∫                                                  | ∫                                                  | ∫                                                  | Kovács Károly tér                                         | ∫                                                  | ∫                                                  | 8                                                  | 1, 1E, 1U, 1Y, 3, 3C, 3Y, 5, 5C, 5U, 5Y, 8, 9, 9U, 10, 10C, 10Y, 26, 30, 41, C5 |                                                                                         |
| 14                                                 | ∫                                                  | 14                                                 | 0                                                         | Vasútállomás vonalközi induló végállomás           | ∫                                                  | ∫                                                  | ∫                                                                               | 1, 1U, 1Y, 3, 3Y, 4, 4A, 4E, 4U, 4Y, 5U, 9U, 10, 10Y, 11, 11A, 11Y, 41, C4 Zalaegerszeg |
| ∫                                                  | 13                                                 | ∫                                                  | ∫                                                         | Önkiszolgáló étterem                               | ∫                                                  | ∫                                                  | ∫                                                                               | 1, 1E, 1U, 1Y, 3, 3Y, 4, 5U, 8, 9U, 10, 10C, 10Y, 26, 30, 41                            |
| 17                                                 | 14                                                 | 17                                                 | 3                                                         | Berzsenyi utca 15. (↓) Berzsenyi utca 26. (↑)      | 7                                                  | 7                                                  | 7                                                                               | 2, 2A, 2Y                                                                               |
| 18                                                 | 16                                                 | 19                                                 | 5                                                         | TESCO                                              | 5                                                  | 5                                                  | 5                                                                               | 2, 2A, 2Y, 9, 9E                                                                        |
| 20                                                 | 17                                                 | 21                                                 | 6                                                         | Vízmű                                              | 4                                                  | 4                                                  | 4                                                                               | 2, 2A, 2Y, 3C                                                                           |
| 21                                                 | 18                                                 | 22                                                 | 7                                                         | Praktiker (ZalaPark)                               | 3                                                  | 3                                                  | 3                                                                               | 2, 2A, 2Y                                                                               |
| 22                                                 | 19                                                 | 23                                                 | 8                                                         | Csácsbozsok elágazó                                | 2                                                  | 2                                                  | 2                                                                               | 2, 2A, 2Y                                                                               |
| 23                                                 | 20                                                 | ∫                                                  | 9                                                         | Csácsbozsok, Bozsoki autóbusz-forduló              | ∫                                                  | ∫                                                  | ∫                                                                               | 2, 2Y                                                                                   |
| 26                                                 | 23                                                 | 24                                                 | 12                                                        | Csácsbozsok, Nyerges utca 17.                      | ∫                                                  | ∫                                                  | ∫                                                                               | 2, 2A, 2Y                                                                               |
| ∫                                                  | ∫                                                  | ∫                                                  | ∫                                                         | Csácsbozsok, Csácsi utca                           | 1                                                  | 1                                                  | 1                                                                               | 2, 2A, 2Y                                                                               |
| 27                                                 | 24                                                 | 25                                                 | 13                                                        | Csácsbozsok, Damjanich utca végállomás             | 0                                                  | 0                                                  | 0                                                                               | 2, 2A, 2Y                                                                               |